# Pareňský nůž

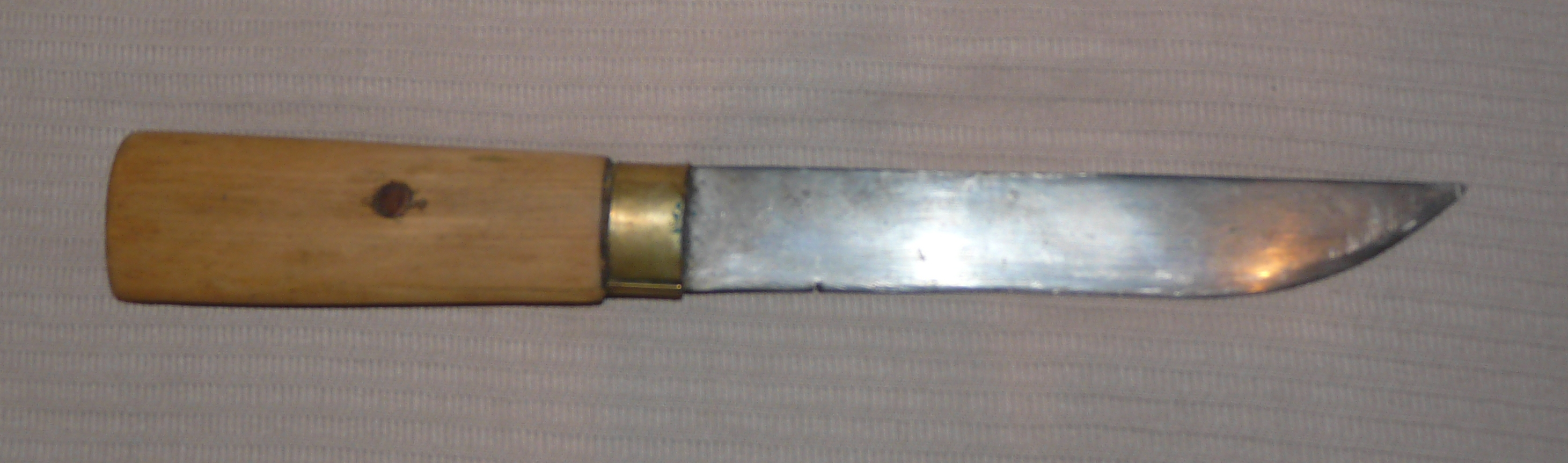
Pareňský nůž

Pareňský nůž (podle názvu vesnice Pareň na Kamčatce) je druh tradičního severského nože, vyrobený v korjacké vesnici Pareň.
V dnešní době se tímto názvem rozumí nůž s čepelí z různorodého kompozitního materiálu, vykovaný ručně. Tvarem a rozměry se pareňský nůž podobá Saamskému noži Leuku. Tvar čepele je přizpůsoben jak řezu, tak i sekání. Spolu s tímto velkým nožem se používá obvykle nůž menší, s úzkou čepeli.
Malý nůž pak plní funkci vrtáku, šídla atd. Rukojeť pareňského nože je jednoduchého tvaru, stejná po celé své délce, jen lehce rozšiřující se ke konci. Materiály rukojeti se mohou lišit, existují rukojeti z břízového nádoru (kap, suvel), kostí či jiných tradiční materiálů.
Často se poukazuje na zvláštnost, že pareňský nůž má zónové kalení.
Legendy datují počátky výroby nožů od 17. do 19. století, kdy tyto nože získaly velkou popularitu mezi lovci a chovateli jelenů.

## Výroba
Technologie výroby pareňského nože je neznámá a je považována za ztracenou. Existuje představa, že pareňští kováři používali nízkoteplotní či studené kování. V polovině 20. století byl k výrobě čepelí použít pokusně tento způsob výroby oceli:
Do obyčejné ocelové trubky (nízkouhlíková ocel) se nasype rozdrobená směs legovaných, vysoko a středně uhlíkových ocelí, nebo surového železa (legenda uvádí jako nejlepší náplň šící jehly).
Konce trubky se svaří a trubka se zahřeje ve výhni. Pak se z ní vyková pásovina, kde různorodý materiál vytvoří podobu damascenské oceli. Pásovina se následně rozřeže podélně na dvě části, ze kterých se vyrobí dva nože. Podobná technologie dovolovala získat velice tvrdý střed, s nerovnoměrnou strukturou a měkčí strany, zabraňující prasknutí čepele při boční zátěži. V dnešní době se pod názvem Pareňský nůž na Kamčatce vyrábí zdobené nože s použitím drahých materiálů, umělecké řezby a jiných způsobů zdobení, na které je kladen hlavní důraz. Z nože, dříve velice proslulého svými vynikajícími vlastnostmi, se stal drahý suvenýr.